# Roy William Neill
Roy William Neill, rojstno ime Roland de Gostrie, irsko-ameriški filmski režiser, * 4. september 1887, † 14. december 1946, London, Anglija.
Neilla danes najbolje poznamo po režiserski vlogi v večini filmov iz filmske serije Sherlock Holmes, v kateri sta glavni vlogi Sherlocka Holmesa in dr. Watsona odigrala Basil Rathbone in Nigel Bruce. Vsi njegovi filmi o Sherlocku Holmesu so nastali med letom 1943 in 1946 pod filmskim podjetjem Universal Studios. Njegov celotni opus obsega 107 filmov.

## Življenje
Njegov oče je bil pomorski kapitan in Neill se je tako leta 1887 rodil na morju ob obali Irske pod imenom Roland de Gostrie. Z režiranjem nemih filmov je pričel leta 1917, v celotni karieri se je podpisal pod 107 filmov, od katerih jih je bilo 40 nemih. Čeprav je bila večina Neillovih filmov nizkoproračunskih, je bil znan po režiranju filmov s pikolovsko postavljenimi scenami in natančno odmerjeno osvetljenostjo. Obe ti značilnosti sta kasneje, ob koncu 40. let postali sinonim za filme noir. Njegov zadnji film, Black Angel (1946), se danes celo obravnava kot film noir.
V nekaterih filmih so ga zabeležili kot R. William Neill, spet drugod pa kot Roy W. Neill ali samo Roy Neill.Večino svoje kariere je živel v ZDA in je imel tudi ameriško državljanstvo. Med letoma 1935 in 1940 je resda deloval v Londonu, kjer so bile takrat boljše priložnosti za delo za ameriške režiserje. V tem času je tudi britanski filmski producent Edward Black najel Neilla za film The Lady Vanishes. Kasneje so zaradi zamud v produkciji režisersko taktirko namesto Neillu predali Alfredu Hitchcocku.
Neill je umrl v Londonu za srčnim napadom.

## Izbrana filmografija
- The City (1926)
- The Viking (1928)
- That's My Boy (1932)
- The Menace (1932)
- The Black Room (1935)
- Frankenstein Meets the Wolf Man (1943)
- Sherlock Holmes v Washingtonu (1943)
- Sherlock Holmes Faces Death (1943)
- The Spider Woman (1944)
- Škrlatni krempelj (1944)
- Biser smrti (1944)
- Sherlock Holmes and the House of Fear (1945)
- Dama v zelenem (1945) (delno povzeto po Doylovih zgodbah Končni problem in Prazna hiša)
- Terror by Night (1946)
- Dressed to Kill (1946)
- Black Angel (1946)